# Cañada Honda (Almería)
La Cañada Honda es un paraje y también los restos de un volcán extinto situado al O del pueblo de Coto de Vera. Está en el municipio de Vera, en la provincia de Almería, España. Está integrado en el campo volcánico de Vera. Sus coordenadas son estas: 37.216424° -1.847665°. Data del neógeno.